# Conrad Black

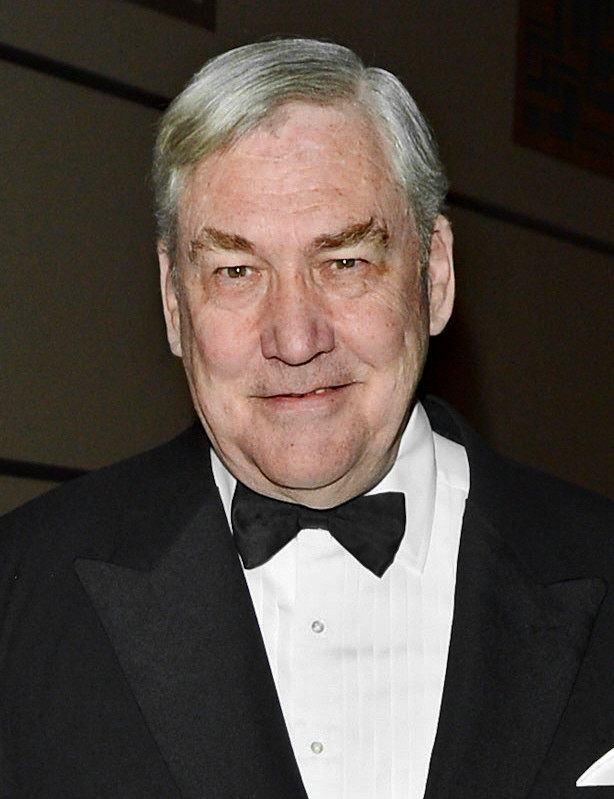
Conrad Black, Baron Black of Crossharbour, 2013

Conrad Moffat Black, Baron Black of Crossharbour (* 25. August 1944 in Montréal, Kanada) ist ein ehemaliger kanadischer Presse-Magnat und britischer Politiker.
Er beherrschte die Printmedien Kanadas, kaufte in den 1980er und 1990er Jahren namhafte Zeitungen wie den Daily Telegraph in London, The Jerusalem Post und die Sun Times in Chicago auf und baute das nach den Unternehmensgruppen von Rupert Murdoch und der Gannett Company, Inc. einstmals drittgrößte Zeitungsimperium der Welt auf.
2003 wurde durch konzerninterne und andere Untersuchungen aufgedeckt, dass Black und andere Top-Manager seiner kanadischen Firmenholding Hollinger International heimlich und am Aufsichtsrat sowie den Mitvorständlern vorbei rund 84 Millionen Dollar veruntreut hatten.
Am 15. Dezember 2005 wurde Conrad Black von der US-Staatsanwaltschaft in Chicago angeklagt, 84 Millionen Dollar „in betrügerischer Weise“ in die eigene und in die Taschen von Komplizen umgeleitet, sowie Vergünstigungen, die für die Beschäftigten des Unternehmens gedacht waren, für seine Ehefrau Barbara Amiel-Black missbraucht zu haben.
Das am 14. März 2007 in Chicago eröffnete Gerichtsverfahren – USA vs. Conrad M. Black, John A. Boultbee, Peter Y. Atkinson, Mark S. Kipnis and The Ravelston Corp. Ltd. (Court File No. 05 CR 727) – mit zahlreichen prominenten Zeugen galt als Jahrhundertverfahren.

## Frühes Leben und Karriere
Conrad Black wurde als Sohn einer vermögenden Familie in Montreal, Kanada geboren. Sein Vater George Montegu Black, II (* 3. Juni 1911, † 29. Juni 1976) war Präsident der Canadian Breweries, des größten Brauereikonzerns in Nordamerika sowie Anteilseigner der Argus Corporation. Blacks Mutter Jean Elizabeth (geb. Riley) († 1976), stammte aus Winnipeg und war eine Tochter Conrad Stephenson Rileys, dessen Vater die Great-West Assurance Company gegründet hatte und damit reich geworden war.
Black ging zunächst zum Upper Canada College, eine der angesehensten englischsprachigen Schulen in Kanada, musste sie aber mit vierzehn Jahren verlassen, weil er Prüfungsunterlagen kopiert und an seine Mitschüler verkauft hatte. Er besuchte dann die Trinity College School, von der er ein Jahr später wegen „aufsässigen Verhaltens“ verwiesen wurde. Seinen Schulabschluss machte er schließlich an einer dritten Privatschule – Thornton Hall in Toronto.
Er studierte an der Carleton University in Ottawa und schloss hier 1965 mit einem Bachelor of Arts in Geschichte ab. Black studierte Jura an der Osgoode Hall Law School in Toronto und dann an der Universität Laval in Québec, um zuletzt 1970 an der McGill University einen Master of Arts zu erwerben. Seine Abschlussarbeit schrieb er über Maurice Duplessis (* 20. April 1890, † 7. September 1959), den langjährigen Premier der kanadischen Provinz Québec. 1977 veröffentlichte er diese Arbeit als Buch.
Noch während seines Studiums nutzte er das Geld seines Vaters und erwarb im Jahre 1966 seine erste Zeitung – den Eastern Townships Advertiser (eher ein Anzeigenblatt als eine Zeitung). Das Blatt wurde im Gebiet südöstlich von Montreal überwiegend von wohlhabenden Landwirten und Gutsbesitzern gelesen. Black war Chef und einziger Angestellter der kleinen Zeitung, verfasste die meisten Artikel selbst.
Im Jahre 1969 verkaufte er den Eastern Townships Advertiser und erwarb zusammen mit David Radler und Peter G. White für 20.000 Dollar den Sherbrooke Record, Québec, eine kleine englischsprachige Tageszeitung. 1971 gründeten Black, Radler und White die Sterling Newspapers Limited, eine Holding, die in der Folge zahlreiche kleine kanadische Regionalzeitungen unter ihrem Dach vereinigte (Die Sterling-Zeitungs-Kette).

## Argus Corporation und Medienkonzern
Im Juni 1976 starben kurz hintereinander die Mutter und der Vater von Conrad Black. Aus der Erbschaft seines Vaters fielen ihm 22,4 Prozent Anteil an der Argus Corporation zu.
Die Argus Corporation war im Jahre 1945 vom Tycoon Edward Plunket Taylor (* 29. Januar 1901, † 14. Mai 1989), John Angus „Bud“ McDougald (* 14. März 1908, † 15. März 1978) und Conrad Blacks Vater George Montegue Black II gegründet worden, als Firmen-Holding und Investment-Fonds.
Im Jahre 1978 vereinigte die Argus Corporation eine Reihe der bekanntesten Unternehmen unter ihrem Dach – wie etwa Canadian Breweries, Massey Ferguson Ltd. (Kanadas größtes multinationales Agrarmaschinen-Unternehmen), Dominion Stores Ltd. (Kanadas größte Supermarkt-Kette), Standard Broadcasting (Betreiber von CFRB, des führenden Radiosenders in Toronto, sowie von CJAD, dessen englischsprachigem Counterpart in Montreal), den Holzprodukte-Giganten Domtar Inc., dann das bedeutende Goldbergbau-Unternehmen Hollinger Mines (in Timmins, Ontario) und Norcen Energy, ein Energie und Pipeline-Unternehmen.
Darüber hinaus besaß die Argus teils beträchtlichen Aktienbesitz an zahlreichen Unternehmen, wie z. B. bei Dominion Malting Co., Orange Crush Ltd. oder British Columbia Forest Products Ltd.
Die Holding war so übermächtig, dass sie im Jahre 1975 im Mittelpunkt einer Untersuchung der Royal Commission on Corporate Concentration stand.
Als im März 1978 John Angus „Bud“ McDougald starb, einer der Gründer der Argus Corp., erwarb Black die von der Witwe Dougalds geerbten Anteile und konnte so die Kontrolle über das Unternehmen erlangen. Er war zu diesem Zeitpunkt 33 Jahre alt und nun in der Lage, seine Pläne zu verwirklichen. Er verkaufte zahlreiche Beteiligungen der Argus Corporation und baute Hollinger Mines – die er in Hollinger Inc. umbenannte – zu einer Medien-Holding um.
Nach der Übernahme der "Jerusalem Post" entließ er den größten Teil der alten Mitarbeiter und rückte die Blattlinie in das moderat-rechte israelische Spektrum.

## Familie
Am 14. Juli 1978 heiratete Conrad Black Joanna Hishon aus Montreal. Das Paar bekam drei Kinder. Der erste Sohn Jonathan-David Conrad (Black) wurde bereits vor der Eheschließung am 18. November 1977 geboren. Hishon war zu dieser Zeit noch mit einem anderen Mann verheiratet und wurde erst im Mai 1978 geschieden. Die Tochter Alana Whitney Elizabeth (Black) wurde am 28. Juni 1982 geboren, der zweite Sohn James Patrick Leonard (Black) am 13. Februar 1986.
Blacks Geschäfte blühten, doch zugleich entfremdete sich das Paar. 1991 trennte man sich, 1992 folgte die Scheidung. Black konvertierte zum katholischen Glauben, während seine Frau aktive Zionistin blieb.
Conrad Black heiratete im Juli 1992 die englische Journalistin und Schriftstellerin Barbara Amiel (* 4. Dezember 1940), die damals Kolumnistin der Londoner Times war und vor dieser Ehe mit Conrad Black bereits mit David Graham, George Jonas und Gary Smith verheiratet gewesen war.

## Der Prozess (2007)
Am 15. Dezember 2005 wurde Conrad Black von der US-Staatsanwaltschaft in Chicago, dem Sitz der Hollinger-Holding, angeklagt, 84 Millionen Dollar aus dem Verkauf der Zeitungsgruppe „in betrügerischer Weise  umgeleitet“  zu haben – und zwar in seine eigene Tasche und in die Taschen von Komplizen aus dem Unternehmen. Zudem habe Black für seine Ehefrau Barbara „Vergünstigungen“ des Unternehmens missbraucht. So wurden über die Konzernkasse u. a. eine 40.000-Dollar-Geburtstagsparty für Barbara Amiel-Black ebenso wie Teile eines 600.000 Dollar Urlaubes auf Bora Bora finanziert. Teile des Gehaltes von Blacks Butler, Chauffeur, Koch und Hausmädchen seien ebenso auf Firmenkosten abgerechnet worden wie Unterhaltskosten für Blacks Appartement in der edlen Park Avenue in Manhattan (jährlich 100.000 Dollar).
Ebenso wurde vor Gericht verhandelt, warum der hochkarätig besetzte Aufsichtsrat des Unternehmens – dem u. a. Ex-Außenminister Henry Kissinger, der ehemalige Bush-Sicherheitsberater Richard Perle und der frühere Gouverneur von Illinois, James R. Thompson, angehörten – dies alles nicht bemerkt hatte.
Der Anwalt Jay Eisenhofer, der die klagenden Aktionäre zivilrechtlich vertrat, bemerkte dazu:

„Sie haben dabei versagt, Lord Black daran zu hindern das Unternehmen auszunehmen. … Ich glaube nicht, dass sie irgendetwas davon wussten, was da vorging, aber sie hätten es müssen. … Es ist fein, zu den Aufsichtsratstreffen zu gehen, es ist fein, den Scheck einzulösen. Es ist fein, wie ein König behandelt zu werden. Aber daran hängt auch einige Verantwortung, und wenn Sie Ihre Verantwortung nicht wahrnehmen, dann ziehen Ihre Aktionäre Sie nun zur Verantwortung.“

Das Gerichtsverfahren wurde am 14. März 2007 in Chicago eröffnet. Geführt wurde der Fall von Patrick Fitzgerald, einem der Star-Anwälte Amerikas. Edward Greenspan („Fast Eddie“), ebenso prominent wie Fitzgerald, hatte Blacks Verteidigung übernommen. Er gilt als der Topanwalt Kanadas und vertritt u. a. auch den deutschen Waffenlobbyisten Karlheinz Schreiber. Zum Auftakt des Prozesses hatte die Staatsanwaltschaft Black und seine Mitangeklagten als „habgierige Diebe“ dargestellt:

„Sie sitzen hier in einem Raum mit vier Männern, die Millionen Dollar gestohlen haben, weil sie ihre sechs- und siebenstelligen Gehälter für nicht ausreichend hielten. … Bankräuber maskieren sich und benutzen Waffen, diese vier hier tragen Krawatten und Anzüge.“

Am 13. Juli 2007 wurde Black zusammen mit drei ranghohen Mitarbeitern der Hollinger Holding wegen Betrugs schuldig gesprochen. Am 10. Dezember wurde er zu 6½ Jahren Haft und einer Geldstrafe in mittlerer einstelliger Millionenhöhe verurteilt. Er wurde im Mai 2012 aus der Haft entlassen.
Black war 1990 als Officer des Order of Canada (OC) ausgezeichnet und später ins Queen’s Privy Council for Canada aufgenommen worden. Beide Würden wurden ihm in Folge seiner Verurteilung 2014 förmlich aberkannt.

## Mitglied des britischen House of Lords
Auf Vorschlag des britischen Premierministers Tony Blair wurde Black am 30. Oktober 2001 von Königin Elisabeth II. als Baron Black of Crossharbour, of Crossharbour in the London Borough of Tower Hamlets, zum Life Peer erhoben und ist dadurch seither Mitglied des britischen House of Lords. Im Parlament saß er zunächst auf Seiten der Conservative Party, wurde nach seiner Verurteilung in den USA aber am 16. Juli 2007 aus der Partei ausgeschlossen und ist seither parteilos (non-affiliated). Aufgrund eines vom House of Lords gewährten Leave of Absence ist er zuletzt seit dem 5. September 2017 von der Teilnahme an den Parlamentssitzungen beurlaubt.